# Fungia sinensis
Fungia sinensis är en korallart som först beskrevs av Milne Edwards och Jules Haime 1851.  Fungia sinensis ingår i släktet Fungia och familjen Fungiidae. IUCN kategoriserar arten globalt som livskraftig. Inga underarter finns listade i Catalogue of Life.